# Пфакофен
Пфакофен (њем. Pfakofen) општина је у њемачкој савезној држави Баварска. Једно је од 41 општинског средишта округа Регенсбург. Према процјени из 2010. у општини је живјело 1.553 становника. Посједује регионалну шифру (AGS) 9375182.

## Географски и демографски подаци
Пфакофен се налази у савезној држави Баварска у округу Регенсбург. Општина се налази на надморској висини од 363 метра. Површина општине износи 15,3 km². У самом мјесту је, према процјени из 2010. године, живјело 1.553 становника. Просјечна густина становништва износи 102 становника/km².